# Суарес, Диего
Диего Орландо Суарес Сауседо (исп. Diego Orlando Suárez Saucedo; род. 7 октября 1992, Санта-Ана-дель-Якума, Бени) — боливийский футболист, полузащитник.

## Биография
Диего Суарес родился 7 октября 1992 года в боливийском городе Санта-Ана-дель-Якума.
По примеру своих старших братьев Диего записался в футбольную академию одного из ведущих клубов страны — «Блуминга» из департамента Санта-Крус.
В возрасте 13 лет Суарес привлёк к себе внимание наставников первой команды, и после недолгих тренировок с основным составом они доверили ему место на поле в матче Кубка Либертадорес против бразильского «Сантоса». Суарес сыграл матч в возрасте 14 лет и 3 месяцев, став самым молодым футболистом за всю историю турнира. В дебютном для себя матче юный боливиец играл на фланге против знаменитого полузащитника сборной Бразилии Зе Роберто.
Столь ранний дебют Суареса не остался незамеченным в Европе и вскоре в гонку за подписание перспективного юноши включился ряд клубов Старого Света, в том числе лондонский «Челси», в итоге его приобрело киевское «Динамо». Основные сложности возникли из-за невозможности заключения контракта с иностранцем, не достигшим 18-летнего возраста. Несколько месяцев Диего Суарес находился на просмотре, после чего в украинскую столицу прибыл его отец. Клуб обеспечил Фредди Суареса работой, жильём и другими благами, предложив перебраться жить в Киев вместе с сыном.
Вместе с Диего и его отцом на Украину приехал Гильермо Альваро Пенья, который работал тренером в академии «Блуминга», где и взял под опеку Диего Суареса.
С начала 2008 по ноябрь 2015 года Суарес выступал за вторую динамовскую команду, периодически приобщаясь к матчам молодёжной команды. В 2014 году на правах аренды до конца сезона вернулся в «Блуминг».
В январе 2019 года Суарес стал игроком «Сан-Хосе».
Суарес выступал за юношескую сборную Боливии.
В 2009 году в возрасте 16 лет он был включён в состав молодёжной сборной Боливии на чемпионат Южной Америки, его команда проиграла все четыре матча группы, забив лишь два гола. Тем не менее Суарес продолжил привлекаться к играм молодёжной сборной.